# Mollisiaceae
Mollisiaceae Rehm – rodzina grzybów z rzędu tocznikowców (Helotiales).

## Charakterystyka
Należące do tej rodziny gatunki są saprotrofami lub pasożytami roślin. Niektóre biorą udział w tworzeniu mykoryzy. Owocniki typu apotecjum o dyskoidalnym kształcie i pokryte włoskami. Zewnętrzna warstwa zbudowana z pryzmatoidalnych komórek. Parafizy włókniste, cylindryczne lub lancetowate, o nabrzmiałych wierzchołkach z gutulami. Anamorfy wytwarzają konidiomy typu sporodochium. Konidiofory o barwie od hialinowej do brązowej. Konidia bez przegród, elipsoidalne, szkliste lub brązowe, powstają pojedynczo lub w łańcuchach.
Mollisiaceae tworzą klad siostrzany z Loramycetaceae. Większość taksonów z rodziny tworzy klad monofiletyczny, niektóre jednak rodzaje (zwłaszcza Mollisia i Trimmatostroma) są polifiletyczne i trzeba przeprowadzić więcej analiz filogenetycznych, aby je prawidłowo sklasyfikować.

## Systematyka
Pozycja w klasyfikacji według Index FungorumMollisiaceae, Helotiales, Leotiomycetidae, Leotiomycetes, Pezizomycotina, Ascomycota, Fungi.
Według aktualizowanej klasyfikacji Index Fungorum bazującej na Dictionary of the Fungi do rodziny tej należą rodzaje:
- Barrenia E. Walsh & N. Zhang 2015
- Belonopsis (Sacc.) Rehm 1891
- Bulbomollisia Graddon 1984
- Cheirospora Moug. & Fr. 1825
- Cystodendron Bubák 1914
- Dibeloniella Nannf. 1932
- Diplococcium Grove 1885
- Discocurtisia Nannf. 1983
- Fuscosclera Hern.-Restr., J. Mena & Gené 2017
- Mollisia (Fr.) P. Karst. 1871
- Mollisiella Boud. 1885
- Neotapesia E. Müll. & Hütter 1963
- Nimbomollisia Nannf. 1983
- Niptera Fr. 1849
- Nipterella Starbäck ex Dennis 1962
- Phialocephala W.B. Kendr. 1961
- Pseudonaevia Dennis & Spooner 1993
- Sarconiptera Raitv. 2003
- Scutobelonium Graddon 1984
- Scutomollisia Nannf. 1976
- Tapesia (Pers.) Fuckel 1870
- Trimmatostroma Corda 1837
- Variocladium Descals & Marvanová 1999[2].